# خلاف الأولى
خلاف الأولى، هو عدم فعل (أو مخالفة فعل) الأولى القيام به من الأمور. ويُعرف أيضًا بأنه ترك ما ترجح فعله على تركه من غير نصٍ صريح بالنهي عن ذلك الترك.
للأفعال في الفقه الإسلامي مراتب وأنواع. منها ما هو المكروه، ومنها ما هو المستحب ومنها ما هو المباح، ويوجد الفرض والحرام والكبيرة وغير ذلك الكثير. تختلف كلٌ منهما عن الأخرى. ومن جملة هذه التصنيفات هنالك تصنيف «خلاف الأولى».
وهو حسب قول محمد المختار بن محمد الأمين الشنقيطي: إن خلاف الأولى لم يرد فيه نص خالص بالنهي عنه، وإنما ورد الأمر بضده على سبيل الندب، والأمر بالشيء ندبًا نهيٌ عن ضده هو نهيٌ خلاف الأولى. فالأمر بصلاة الضحى يلزمه النهي عن تركها؛ وهو خلاف الأولى. لأنه لم ينه عنه بنص خاص، وإنما أمر بضده. وبين بدر الدين الزركشي متى يكون ترك المستحب والنفل هو خلاف الأولى، وذلك في نقله عن الإمام الجويني من كتاب «نهاية المطلب»: (إنما يقال ترك الأولى: إذا كان منضبطًا كالضحى وقيام الليل، وما لا تحديد له ولا ضابط من المندوبات لا يسمى تركه مكروهًا، وإلا لكان الإنسان في كل وقتٍ ملابسًا للمكروهات الكثيرة من حيث إنه لم يقم فيصلي ركعتين أو يعود مريضًا ونحوه).
فهو ترك أمرٍ بين الفرض والمباح لم يرد نص بالنهي عن تركه.

## مصطلحات تدل على خلاف الأولى وأمثلة عليه
وردت في المذاهب مصطلحات يُقصد بها خلاف الأولى، دون التصريح تمامًا بأنها كذلك، ونورد هنا تلك المصطلحات، مع ما تيسر من الأمثلة عليها:

### في كتب المذهب الحنفي
1- الكراهة التنزيهية: يقول الكمال ابن الهمام: (فيكون النهي لكراهة الإباء عن التحمل كراهة تنزيه ومرجعها لخلاف الأولى). والكراهة هنا في حق من امتنع عن الشهادة على الدين.
2- لا ينبغي: قال ابن عابدين رحمه الله: (أقول معنى لا ينبغي هو خلاف الأولى، وخلاف الأولى مكروه تنزيهًا).
3- ترك المندوب: ومنها قول ابن عابدين في تبيان خلاف الأولى: (ولا شك أن ترك المندوب خلاف الأولى).
4- ترك المستحب: في توضيح خلاف الأولى: (ولا شك أن ترك المستحب خلاف الأولى).
5- لا بأس: حيث قال ابن عابدين: (ولا بأس بالجلوس للتعزية، واستعمال «لا بأس» هنا على حقيقته؛ لأنه خلاف الأولى).

### في كتب المذهب المالكي
1- لا بأس: جاء في حاشية العدوي: (وأراد العدوي بلفظ «لا بأس» عدم الكراهية، فلا ينافي أنه خلاف الأولى).
2- السعة: (في حال قام المصلي بلفظٍ يفيد النية، كأن يقول: نويت فرض العصر مثلًا فهو (واسع)، أي جائز بمعنى خلاف الأولى، والأولى ألا يتلفظ، لأن النية محلها القلب، ولا مدخل للسان فيها).
3- ترك المندوب: (ويندب للعائد طلب الدعاء فيه، أي المريض، وترك المندوب خلاف الأولى). المقصد بالعائد هو من يعود مريضًا، فيندب له أن يدعو له.
4- الجائز المرجوح: (وجاز خروج متجالة، أي جاز جوازًا مرجوحًا بمعنى أنه خلاف الأولى). أما المتجالة فهي المرأة التي يشتهيها الرجال، فقد تخرج للمسجد أو مجالس العلم.
5- الجواز: جاء في كتاب الثمر الداني: (المسح على الخفين جائز، فهو رخصة وتخفيف، لكن الغسل أفضل منه، فيكون الجواز بمعنى خلاف الأولى).
6- لا حرج ولا حرمة: قال العدوي المالكي: (قوله: بعد أن يضطجع على شقه الأيمن، والسبب في ذلك أن القلب في الجهة اليسرى... قوله: فلا حرج، أي فلا حرمة، والظاهر أنه خلاف الأولى).

### في كتب المذهب الشافعي
1- لا يضر: جاء في حاشية قليوبي: (ولا يضر الاكتحال، المقصد أنه لا يكره نهارًا، فهو خلاف الأولى).
2- ليس بمحرَّم - ليس غير جائز.
3- المكروه: جاء في حاشية المغربي: في تبيان خلاف الأولى: (لأن المكروه قد يطلق ويراد به خلاف الأولى).
4- خلاف المستحب: جاء في تحفة المحتاج: في تبيان خلاف الأولى: (ويدعم ذلك ما صرح به الإمام وغيره بأن خلاف الأولى وخلاف المستحب واحد).
5- الكراهة غير الشديدة: جاء في حاشية البيجرمي: (وما نقل عن الماوردي عن الشافعي من كراهة القصر محمول على كراهية غير شديدة، فهي بمعنى خلاف الأولى).
6- ليس بمحرم ولا مكروه.
7- المنهي عنه أو المكروه كراهة خفيفة: في تبيان خلاف الأولى: (لأن خلاف الأولى باصطلاح الأصوليين صار اسمًا للمنهي عنه، لكنه بنهي غير خاص، فهو المعبر عنه بالمكروه كارهةً خفيفة).
8- ترك السنة: جاء في كتاب حاشية الجمل: في تبيان خلاف الأولى: (لأن الغالب أن ترك السنة يكون خلاف الأولى).

### في كتب المذهب الحنبلي
1- خلاف الأفضل: قال ابن عثيمين: (الأفضل تأخير النساء الصفوف عن صفوف الرجال، لما في قربهن إلى الرجال من الفتنة، وأشد من ذلك اختلاطهن بالرجال، وهذا لا ينبغي... إذا كانت النساء من محارمه فهو خلاف الأولى وخلاف الأفضل).
2- لا بأس به: قال ابن عثيمين: (إذا قال لها: أنت طالق إن شئت، فلم تشأ إلا متراخيًا، نقول: متى شاءت طلقت نفسها، بل متى شاءت طلُقت، حتى وإن لم يتلقظ بالطلاق، لأنه علق ذلك بالمشيئة، وهذا في الحقيقة لا بأس به، لا نقول: إنه حرام، ولكن خلاف الأولى، لأنه إذًا علقه بالمشيئة).
3- مخالفة الترتيب، أو مخالفة المشيئة: (الخامس الترتيب: فيتوجب الترتيب عند غسل أعضاء أثناء الوضوء كما جاء في الآية، وجاء في فعله ﷺ في وضوئه، فلا يجوز تقديم غسل اليدين على غسل الوجه، أما لو غسل اليد اليسرى قبل اليمنى، أو الرجل اليسرى قبل اليمنى فإن الوضوء صحيح إجماعًا، وهو خلاف الأولى).
4- الصحة: جاء في كشاف القناع: (ولا يصح الوتر قبل صلاة العشاء، لعدم دخول وقته، وفُهم منه أنه يصح بعد العشاء قبل سنتها، لكنه خلاف الأولى).

## الفرق بين المكروه وخلاف الأولى
صنف الفقهاء المتقدمون خلاف الأولى كأحد مراتب الكراهة. فقد وصفوا المكروه بأنه «ما طلب الشارع تركه طلبًا غير جازم» سواءً أورد ذلك بنهي مخصوص أو غير مخصوص. فجعلوا للكراهة مرتبتين، أدناها هي خلاف الأولى.
ومن ذلك قول أبو بكر الباقلاني: (أن معنى وصف الفعل بالكراهة ينصرف إلى وجهين، أحدهما: أنه منهي عن فعله نهي فضل وتنزيه، ومأمور به على وجه الندب. بأن يفعل غيره الذي هو أولى وأفضل منه، وذلك نحو كراهتنا لترك صلاة الضحى وقيام الليل).
وقال الصنعاني بأن الفقهاء يجعلون خلاف الأولى بمرتبة واحدة مع المكروه. وغيرهم الكثير.
سبب تفريق بعض الفقهاء بين المكروه وخلاف الأولى هو اختلاف وجود النهي من عدمه.

## ما يترتب على خلاف الأولى
اتفق الفقهاء أن من فعل خلاف الأولى (من ترك الأولى) فلا إثم عليه.
ولكن حذر العلماء منه، بأن الاعتياد على ترك الأولى طريقٌ لفعل المكروه، والذي هو طريقٌ للمحرم. واستدل بعضهم على ذلك برواية ابن حبان: (اجعلوا بينكم وبين الحرام سترة من الحلال، من فعل ذلك استبرأ لعرضه ودينه).